# Brèves
Brèves é uma comuna francesa na região administrativa de Borgonha-Franco-Condado, no departamento Nièvre. Estende-se por uma área de 16,82 km². Em 2010 a comuna tinha 242 habitantes (densidade: 14,4 hab./km²).